# زعازع (روستا)
 زعازع  به عربی ( الَزعازع )، روستایی است در دهستان المقاطر از توابع استان شبوه در کشور یمن در شبه جزیره عربستان.

## جمعیت
جمعیت آن ( ۵۵) نفر (۶ خانوار) می‌باشد.